# María de Wurtemberg (1816-1881)
La princesa María de Wurtemberg (Stuttgart, 30 de octubre de 1816- íb., 4 de enero de 1887) fue una princesa alemana, hija de Guillermo I de Wurtemberg.

## Biografía
Fue una de los hijos del rey Guillermo I de Wurtemberg y su segunda esposa la gran duquesa Catalina de Rusia, hija de Pablo I de Rusia. Tuvo otra hermana, Sofía (1818-1877), que contrajo matrimonio con Guillermo III de los Países Bajos. Su madre murió en 1819. El 15 de abril de 1820 su padre contrajo un nuevo matrimonio con su prima la princesa Paulina de Wurtemberg. De este matrimonio, María Federica tendría tres hermanos:
- Catalina Federica (1821-1898), casada con su primo el príncipe Federico de Wurtemberg (1808-1870), siendo progenitores del futuro Guillermo II de Wurtemberg.
- Carlos I (1823-1891), que sucedió a su padre como rey de Wurtemberg. Casó con Olga Nikolaievna de Rusia y no tuvieron descendencia.
- Augusta (1826-1898), que fue esposa del príncipe Hermann de Sajonia-Weimar-Eisenach (1825-1901); con descendencia.

Desde su finalización en 1840, María residió en el palacio conocido como Wilhelmspalais, construido por su padre en Stuttgart para la propia María y su hermana Sofía.

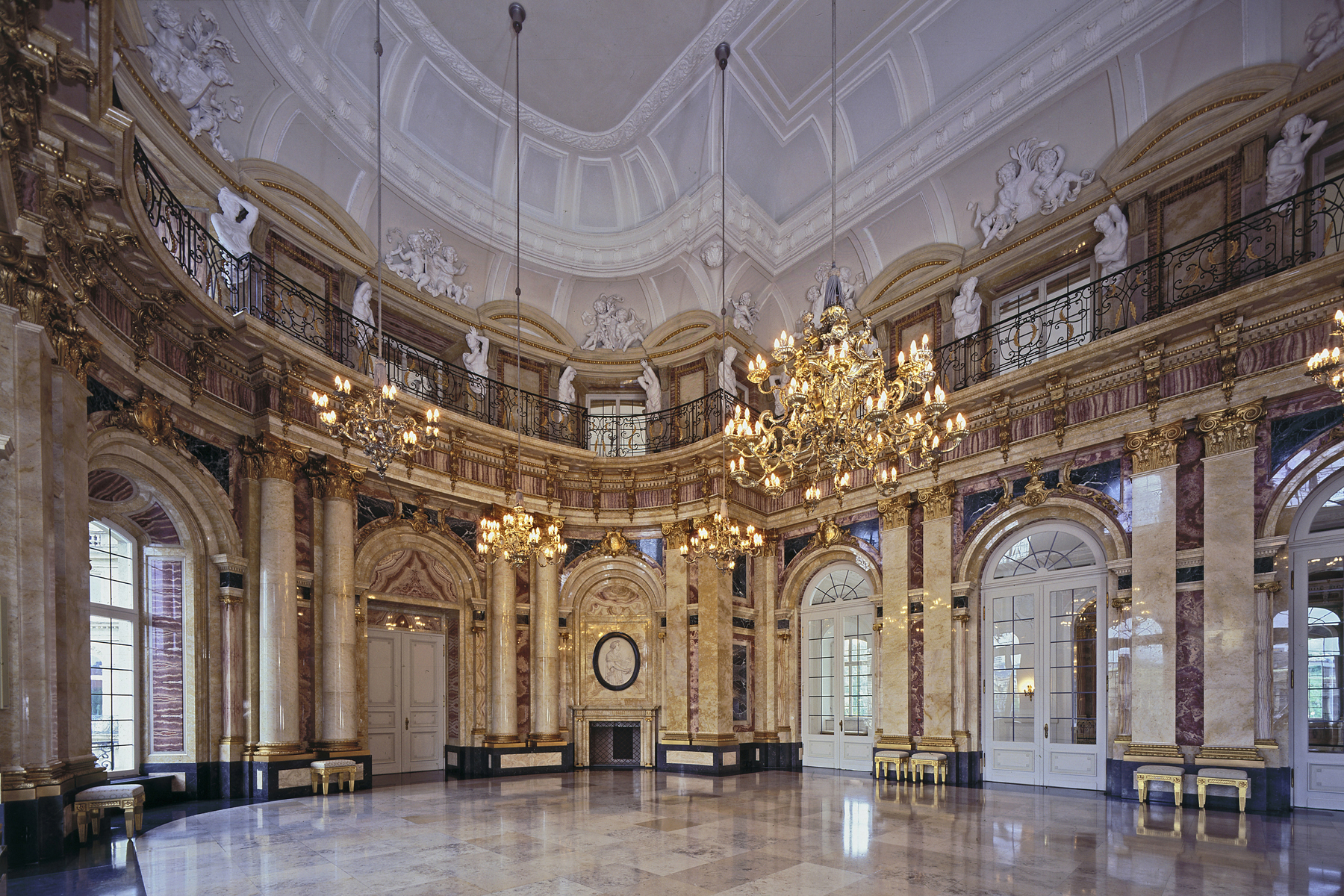
Vista de la Marmorsaal del Palacio Nuevo de Stuttgart donde contrajo matrimonio María en 1840.

El 19 de marzo de 1840 contrajo matrimonio con Alfred, conde de Neipperg. Este noble era el hijo primogénito de Adam Albert quien fue segundo marido de María Luisa de Austria, segunda esposa de Napoleón Bonaparte. La casa de Neipperg era una casa mediatizada a la que se le había reconocido el derecho de considerarse igual para los matrimonios con la realeza. Su marido había estado anteriormente con la condesa Giuseppina Grisoni que había fallecido en 1837. El matrimonio se celebró en la Marmorsaal del Palacio Nuevo de Stuttgart.
María Federica y Alfred no tuvieron hijos, al igual que Alfred no los había tenido en su primer matrimonio.
Alfred moriría en 1865, dejando viuda a María Federica.
María Federica moriría en Stuttgart el 4 de enero de 1887. Fue enterrada cuatro días después junto a sus padres en un monumental mausoleo en Stuttgart.

## Títulos y órdenes

### Títulos
| ● 20 de octubre de 1816-19 de marzo de 1840:   | Su Alteza Real la princesa María de Wurtemberg                            |
| ● 19 de marzo de 1840-15 de noviembre de 1865: | Su Alteza Real la princesa María de Wurtemberg, condesa de Neipperg       |
| ● 16 de noviembre de 1865-4 de enero de 1887:  | Su Alteza Real la princesa María de Wurtemberg, condesa viuda de Neipperg |

### Órdenes
- Gran cruz de la Orden de Santa Catalina ( Imperio ruso)
- Cruz al Mérito para Mujeres y Chicas ( Reino de Prusia, 29 de julio de 1871)[5]